# Clamato
Clamato è una bevanda commerciale a base di succo di pomodoro concentrato, zucchero e aromatizzata con spezie, brodo di vongole essiccato e glutammato di sodio.
Prodotta dalla Mott's, il nome è un gioco di parole tra "clam" (vongola) e "tomato" (pomodoro), comunemente detta anche "succo di clamato".

## Storia
Nel 1935 la "Clamato Corporation di New York" produsse "clam and tomato juice in combination".
Nel 1940, il "Re dell'aragosta" Harry Hackney ottenne il marchio di fabbrica di Clamato. Il suo ristorante ad Atlantic City, Hackney's, vendeva il succo di Clamato in lattina.
Nel 1957 la McCormick & Company, Inc. richiese e successivamente acquistò il marchio Clamato per la miscela di succo di pomodoro e succo di vongole.
Clamato è prodotto nella sua forma attuale a partire dal 1966 dalla società Duffy-Mott di Hamlin, New York, da due impiegati che volevano creare un cocktail stile "Manhattan Clam Chowder" combinando succo di pomodoro e brodo di vongole con spezie, tuttavia una bevanda quasi identica era già presente in un libro di cucina pubblicato un decennio prima.  I due impiegati chiamarono il nuovo cocktail "Mott's Clamato" e hanno ottenuto la registrazione del nuovo marchio. Il marchio passò di proprietà alla Cadbury-Schweppes dopo che la società aveva acquistato Mott's nel 1982. A partire dal 2008, è di proprietà di Keurig Dr Pepper dopo che l'azienda è stata scorporata da Cadbury-Schweppes.

## Cocktail
Clamato è utilizzato principalmente come mix di bevande alcoliche (circa il 60% delle vendite negli Stati Uniti nel 2008), ed è popolare per questo in Canada e in Messico, ma meno negli Stati Uniti (al di fuori delle comunità canadese-americano e messicano-americane). In Canada è usato principalmente per fare un cocktail chiamato Caesar.

### Birra
Il Clamato viene anche aggiunto alla birra in vari cocktail, come la Michelada; il più elementare è conosciuto come "Beer 'n clam" o "Red Eye" nel Canada occidentale, che aggiunge Clamato a birre chiare di tipo lager. Nel 2001, Anheuser-Busch e Cadbury-Schweppes hanno introdotto negli Stati Uniti una versione premiscela denominata "Budweiser and Clamato Chelada", poco apprezzata dai critici di birra americani.
Aggiungendo più spezie (simili a quelle di un Caesar) si ottiene ciò che viene chiamato Sangre de Cristo (sangue di Cristo) in Messico.

## Beefamato
Il Beefamato è una bevanda simile, ma fatta con brodo di carne e succo di pomodoro, con un tocco di salsa Worcestershire. Beefamato è un ingrediente popolare in molti cocktail, come "Gramma's Bloody Mary".